# Diles
Diles è un singolo del cantante portoricano Bad Bunny pubblicato il 26 agosto 2016.

## Tracce
1. Diles – 4:41